# Труворово городишче
Труворово или Старо Изборско городишче (рус. Труворово городище, Старое Изборское городище) археолошки је локалитет у виду градине, настао вероватно крајем VII века на подручју недалеко од данашњег села Изборска, на крајњем западу Псковске области, на западу европског дела Руске Федерације. Тврђава је саграђена од стране словенских Кривича на брду изнад маленог Городишченског језера, на неких 45 метара висине изнад нивоа језера. У време настанка било је то једно од три најважнија кривичка насеља на том подручју, поред Смоленска и Полоцка. Утврђење је имало троугаону физиономију, заузимало је површину од око једног хектара и било је заштићено насипом и дрвеним зидинама висине до 6 метара, и до 3 метра дубоким рововима са копнене стране.
Од свог оснивања насеље је имало занатски и трговачки карактер и одликовала га је велика етничка шароликост. У централном делу тврђаве налазио се трг пречника око 25 метара, на којем су се одржавале све најзначајније манифестације везане за село и његово становништво. Куће су пак биле насумично грађене, што је основна карактеристика словенских насеља из тог периода.
Након великог пожара који је у првој половини X века девастирао значајан део Изборска извршена је прва значајнија реконструкција целог утврђења и Изборск се преображава у типичан раносредњовековни град са јасно израженом двостраном социјалном структуром. Унутар зидина налазили су се припадници најмоћнијег слоја друштва, док су ван зидина тврђаве живели трговци, занатлије и рудари. Крајем XI века Изборск постаје стратешки град у пограничном подручју Новгородске земље, тврђава је додатно утврђена каменим зидовима, а подигнута је и моћна кула стражара. Кула је имала шестоугаони облик, свака страна је била дугачка 6 метара, док је пречник био 10 метара. У зидинама крај куле налазио се и тајни пролаз који је коришћен током изненадних опсада утврђења.
Током целог XIII века тврђава се налазила на мети напада Ливонских и немачких крсташа, све док и коначно није уништена 1330. године. Ново утврђење, Изборска тврђава, саграђено је исте године неких 400 метара јужније од првобитне тврђаве.
Од првобитног утврђења до данашњих дана нису сачувани готово никакви материјални остаци саме тврђаве. На улазу у некадашње утврђење налази се старо гробље којим доминира велики камени крст, такозвани Труворов крст. Крст је подигнут вероватно почетком XV века и према легенди налази се изнад гробнице варјашког књаза Трувора (брат легендарног варјашког књаза Рјурика) који је владао Изборском од 862. до смрти 864. године. Надземни део крста висок је 2,36 метара, широк 1,42 метра и дебљине од 21 цм. Крст је истесан од кречњака и на њему се налази натпис „ЧРЬ СЛА ИСЪ ХЪ НИКА” (Славни краљ Исус Христос Ника).
У близини крста налази се и неколико кречњачких плоча на којима су урезани разни геометријски облици. Плоче се називају вавилонима (рус. Вавилоны) и сврха њиховог постојања није позната.
У југоисточном делу некадашње тврђаве током XVII века подигнута је црква посвећена светом Николи Мириклијском. Црква је саграђена на остацима православног мушког манастира. Црква се данас налази на листи споменика архитектуре од националног значаја. где је заведена под бројем 1327 (одлука од 30. августа 1960. године).